# Flaugnac
Flaugnac is een plaats en voormalige gemeente in het Franse departement Lot in de regio Occitanie en telt 380 inwoners (1999). De plaats maakt deel uit van het arrondissement Cahors.

## Geschiedenis
Flaugnac is op 1 januari 2016 gefuseerd met de gemeente Saint-Paul-de-Loubressac tot de gemeente Saint-Paul-Flaugnac. 

## Geografie
De oppervlakte van Flaugnac bedraagt 31,3 km², de bevolkingsdichtheid is 12,1 inwoners per km².
De onderstaande kaart toont de ligging van Flaugnac met de belangrijkste infrastructuur en aangrenzende gemeenten.

## Demografie
Onderstaande figuur toont het verloop van het inwonertal.